# Johan Edman
Johan Viktor Edman (29. marts 1875 – 19. august 1927) var en svensk tovtrækker som deltog i OL 1912 i Stockholm.
Edman blev olympisk mester i tovtrækning under OL 1912 i Stockholm. Han var med på det svenske hold som vandt konkurrencen.